# Léon Le Cieux
Léon Le Cieux, né à Bayeux le 12 mai 1821 et mort à Paris le 15 février 1873, est un violoniste français

## Biographie
Fils d’un médecin bayeusain, Le Cieux trouva au foyer paternel, contrairement à tant d’autres, les plus grandes facilités pour satisfaire une vocation qui, chez lui, s’était annoncée de bonne heure. Son premier maître de violon fut un artiste de Bayeux, nommé Trébutien, qui le fit débuter à l’âge de treize ans, dans un des concerts de la Société philharmonique.
Accueilli avec enthousiasme par ses concitoyens, Léon Le Cieux continua de travailler avec ardeur, et, au mois de décembre 1844, il fut admis au Conservatoire de Paris. Bien qu’ayant dépassé la limite d’âge, et il entra dans la classe d’Habeneck, où il demeura jusqu’en juin 1846.
Il quitta le Conservatoire sans prendre part aux concours de fin d’année et commença, dès lors, à se produire dans les concerts et dans lus soirées du grand monde parisien, près duquel il acquit une certaine vogue, malgré les inégalités de son talent.
Ses manières urbaines et distinguées lui avaient permis de se créer, comme professeur d’accompagnement, une nombreuse clientèle. Il fut pourvu plus tard d’un titre officiel, et remplit, jusqu’à la chute de l’Empire, les fonctions de premier violon-solo de la chapelle impériale.
Léon Le Cieux a écrit pour le violon un certain nombre de fantaisies et morceaux de concert. Parmi ceux qui ont été publiés : Fantaisie sur des motifs de Don Pasquale, op. 4, Paris, Léon Grus ; Fantaisie pour piano et violon sur le Duc d’Olanne, op. 8, Paris, Brandus ; Fantaisie de concert, op. 10, Paris, Meissonnier et Hengel ; Andante et rondo, op. 26, Paris, Mackar.

## Source
- François-Joseph Fétis, Arthur Pougin, Biographie universelle des musiciens et bibliographie générale de la musique, Paris, Firmin-Didot, 1881, p. 87.